# Elacatinus saucrus
Elacatinus saucrus är en fiskart som först beskrevs av Robins, 1960.  Elacatinus saucrus ingår i släktet Elacatinus och familjen smörbultsfiskar. Inga underarter finns listade i Catalogue of Life.